# William Cooper (juiz)
William Cooper (2 de Dezembro de 1754 – 22 de Dezembro de 1809) foi o fundador da cidade de Cooperstown em Nova Iorque, e pai do escritor James Fenimore Cooper, que aparentemente teria utilizado o seu pai como modelo para a personagem do juiz Marmaduke Temple no seu livro The Pioneers.
William Cooper nasceu em Smithfield (hoje Somerton, em Filadélfia), filho dos ingleses James Cooper (nascido em Stratford-upon-Avon, 1661–1732) e Hannah (Hibbs) Cooper.